# Stéphanie Cano
Stéphanie Cano (ur. 17 kwietnia 1974 roku w Bordeaux) – francuska piłkarka ręczna, wielokrotna reprezentantka kraju, prawoskrzydłowa. Mistrzyni Świata 2003.
W 2008 r. zakończyła karierę sportową. W 2011 r. powróciła do gry, została powołana na Mistrzostwa Świata w Brazylii.

## Sukcesy
- Mistrzostwa Świata:
  -  2003
  -  1999
- Mistrzostwa Europy:
  -  2002, 2006

## Nagrody indywidualne
- 2002: najlepsza prawoskrzydłowa mistrzostw Europy